# Aleksandr Makárov (físico)
Aleksandr Alekséyevich Makárov (Rusia, 1966) es un físico ruso conocido por haber liderado el equipo que desarrolló un tipo de espectrómetro de masas denominado Orbitrap. Por este desarrollo, recibió en 2008 el premio de la Sociedad Americana de Espectrometría de Masas (ASMS) por su contribución a esta técnica (American Society for Mass Spectrometry). Se graduó con honores en Física Molecular en 1989 en el Moscow Engineering Physics Institute, donde obtuvo su doctorado en Física y Matemáticas (1993). En 2012 fue galardonado con la Medalla Thomson. En noviembre de 2013 fue fichado como Profesor en el Departamento de Química y en el Bijvoet Center for Biomolecular Research de la Universidad de Utrecht, en Holanda.
Desde 2016, es el director de Investigaciones Globales para Ciencias de la Vida en Espectrometría de Masas para la compañía Thermo Fisher Scientific.